# Barnadesia
Barnadesia Mutis ex L.f., 1782 è un genere di piante angiosperme eudicotiledoni della famiglia delle Asteraceae, endemico del Sud America.

## Descrizione
Le specie di questa voce sono piante perenni con portamenti arbustivi o arborei (massima altezza 0,6 - 20 metri). I fusti sono eretti con delle spine ascellari fascicolate.
In genere sono presenti solo foglie cauline sia sessili che picciolate. Le foglie lungo il caule sono a disposizione alternata o fascicolata. La forma delle lamine è intera con contorno ovato, ellittico o obovato. Gli apici sono mucronati o spinescenti; la base normalmente è ottusa. La superficie è mono o tri-nervata. Le stipole sono assenti.
Le infiorescenze sono composte da capolini pseudoradiati, sessili o peduncolati, solitari o raccolti in formazioni cimose. I capolini, sia omogami che eterogami, sono formati da un involucro a forma cilindrica, campanulata o elicoidale composto da brattee (o squame) all'interno delle quali un ricettacolo fa da base ai fiori (9 o 16) di tipo ligulato. Le brattee disposte in più serie (da 6 a 14) in modo embricato sono di vario tipo sia spinose che prive di spine, a consistenza fogliacea oppure membranosa con bordi variamente dentati, fimbriati o lacerati. Il ricettacolo, a forma piatta in genere è ricoperto da pagliette.
I fiori, iso- o 2-3-morfici, sono tetra-ciclici (ossia sono presenti 4 verticilli: calice – corolla – androceo – gineceo) e pentameri (ogni verticillo ha 5 elementi). I fiori sono ermafroditi, actinomorfi (raramente possono essere zigomorfi) e fertili. I fiori centrali (1 o 3) sono iso- oppure anisomorfici, sono ermafroditi o unisessuali, la corolla è tubulare (3 o 5 lobi) e 3 o 5 stami e pappo piumoso, barbato o setaceo; quelli periferici (8 o 13) sono ermafrofiti con una corolla pseudobilabiata (un lobo separato e 4 connati), 5 stami e pappo piumoso.
- Formula fiorale:

*/x K {\displaystyle \infty }, [C (5), A (5)], G 2 (infero), achenio
- Calice: i sepali del calice sono ridotti ad una coroncina di squame.
- Corolla: la corolla ha un breve tubo con lobi sono lunghi e nastriformi. I colori sono rosa, rossi, porpora (raramente bianchi).
- Androceo: gli stami, inseriti nella gola o raramente alla base del tubo della corolla, sono 5 con filamenti liberi (o fusi insieme), glabri o papillosi e distinti, mentre le antere sono saldate in un manicotto (o tubo) circondante lo stilo. Le antere, ottuse o rigonfie, hanno una forma sagittata con base da caudata a priva di coda e con appendice apicale intera. Il polline normalmente è tricolporato a forma sferica o schiacciata ai poli.
- Gineceo: lo stilo, filiforme e bilobato, è liscio sotto la biforcazione; gli stigmi sono divergenti. L'ovario è infero uniloculare formato da 2 carpelli. L'ovulo è unico e anatropo.

I frutti sono degli acheni con pappo. La forma dell'achenio è cilindrica o elicoidale; la superficie è densamente villosa. Il pericarpo può essere di tipo parenchimatico, altrimenti è indurito (lignificato) radialmente; la superficie è irsuta o glabra. I pappi, formati da una serie di setole barbate o squame (o scaglie) decidue o persistenti, sono direttamente inseriti nel pericarpo o connati in un anello parenchimatico posto sulla parte apicale dell'achenio.

## Biologia
- Impollinazione: l'impollinazione avviene tramite insetti (impollinazione entomogama tramite farfalle diurne e notturne).
- Riproduzione: la fecondazione avviene fondamentalmente tramite l'impollinazione dei fiori (vedi sopra).
- Dispersione: i semi (gli acheni) cadendo a terra sono successivamente dispersi soprattutto da insetti tipo formiche (disseminazione mirmecoria). In questo tipo di piante avviene anche un altro tipo di dispersione: zoocoria. Infatti gli uncini delle brattee dell'involucro si agganciano ai peli degli animali di passaggio disperdendo così anche su lunghe distanze i semi della pianta.

## Distribuzione e habitat
Il genere è distribuito nella regione andina, dalla Colombia all'Argentina nord-occidentale e al Brasile sud-orientale.

## Tassonomia
La famiglia di appartenenza di questa voce (Asteraceae o Compositae, nomen conservandum) probabilmente originaria del Sud America, è la più numerosa del mondo vegetale, comprende oltre 23.000 specie distribuite su 1.535 generi, oppure 22.750 specie e 1.530 generi secondo altre fonti (una delle checklist più aggiornata elenca fino a 1.679 generi). La famiglia attualmente (2021) è divisa in 16 sottofamiglie. La sottofamiglia Barnadesioideae, con la sua sola tribù Barnadesieae, è una di queste.

### Filogenesi
La sottofamiglia Barnadesioideae solo recentemente, in base a studi filogenetici di tipo molecolare (tutte le Asteraceae - eccetto le Barnadesioideae - hanno una particolare inversione in una data porzione del DNA), è stata elevata di rango tassonomico (prima era posizionata a livello subtribale all'interno della tribù Mutisieae). Nell'ambito della famiglia il gruppo Barnadesioideae, da un punto di vista filogenetico, è in posizione "basale", ossia forma un "gruppo fratello" con il resto della famiglia. Le sue specie sono caratterizzata morfologicamente dalla presenza di spine ascellari ai nodi. Il genere Barnadesia all'interno della tribù occupa una posizione centrale vicina al genere Huarpea e con quest'ultimo forma un "gruppo fratello".
ll numero cromosomico delle specie di questo gruppo è: 2n = 50 e 100.

### Elenco delle specie
Il genere Barnadesia comprende 23 specie:
- Barnadesia aculeata (Benth.)
- Barnadesia arborea Kunth
- Barnadesia blakeana Ferreyra
- Barnadesia caryophylla (Vell.) S.F.Blake
- Barnadesia ciliata (I.C.Chung) Harling
- Barnadesia corymbosa (Ruiz & Pav.) D.Don
- Barnadesia dombeyana Less.
- Barnadesia glomerata Kuntze
- Barnadesia horrida Muschl.
- Barnadesia hutchisoniana Ferreyra
- Barnadesia jelskii Hieron.
- Barnadesia kingii H.Rob.
- Barnadesia lehmannii Hieron. ex Hieron.
- Barnadesia macbridei Ferreyra
- Barnadesia macrocephala Kuntze
- Barnadesia odorata Griseb.
- Barnadesia parviflora Spruce ex Benth. & Hook.f.
- Barnadesia polyacantha Wedd.
- Barnadesia pycnophylla Muschl.
- Barnadesia reticulata D.Don
- Barnadesia spinosa L.f.
- Barnadesia woodii D.J.N.Hind
- Barnadesia wurdackii Ferreyra